# Zagrebačka nezavisna lista-ZNL
Zagrebačka nezavisna lista – ZNL, osnovana je 13. travnja 2006. g. u Zagrebu, na temeljima Nezavisne liste Tatjane Holjevac koja je na izborima za lokalnu samoupravu 2005. godine ostvarila četiri mjesta u Gradskoj skupštini Grada Zagreba. 

## Temeljna načela
Stranka je gospodarstvene orijentacije, regionalno razvojna i politički neovisna, otvorena svim demokratskim političkim opcijama, sukladno europskim demokratskim tradicijama. Sjedinjuje mnogobrojne nezavisne liste i njihove programe. Teži Hrvatskoj kao modernoj državi sa statističkim (povijesnim) regijama – zagrebačkom, slavonskom, središnjom i jadranskom Hrvatskom.

## Ciljevi
Cilj Stranke je uspostava i jačanje stranačkih organizacija na cijelom teritoriju Hrvatske, kako bi se ozbiljno pripremila za sljedeće redovite državne izbore i pomoću većeg broja zastupničkih mjesta ostvarila temeljna stranačka načela – održivi razvoj Hrvatske i njezinih regija, koji nije vođen samo kriterijima ekonomske koristi, zahtjevima krupnog kapitala i globalnog kapitalizma. Stranka je u 2009. godini potpisala Programski sporazum s nezavisnom listom Tatjane Holjevac. Rad stranke je okrenut projektima u Gradu Zagrebu koje nosi NL Tatjane Holjevac. 

## Povijest
Do 18. svibnja 2011. godine, stranka je djelovala pod nazivom Sjedinjene nezavisne liste – SNL.

## Unutarnje ustrojstvo
Skupština, predsjednik – Pavel Kobler; Izvršni odbor, predsjednik – Božidar Špiček; Savjet; Statutarni odbor; Nadzorni odbor; Izborni odbor; Predsjednica – Tatjana Holjevac; podpredsjednik – Mario Kasović; glavni tajnik – Mladen Plazibat.

## Teritorijalno ustrojstvo
Ogranak; Općinska organizacija ili organizacija gradske četvrti; Gradska organizacija; Županijska organizacija odnosno Grad Zagreb.

## Ostale organizacije
Mladež Zagrebačke nezavisne liste, predsjednica – Dajana Budovac. Direktorica promocije – Ivana Krivić.

## Adresa
10000 Zagreb, Baruna Trenka 7